# Эберхард III (герцог Вюртемберга)
Эберхард III Вюртембергский (нем. Eberhard III.; 16 [26] декабря 1614, Штутгарт, Герцогство Вюртемберг — 2 [12] июля 1674, Штутгарт, Герцогство Вюртемберг) — 8-й герцог Вюртемберга с 1628 года. 

## Биография
Сын Иоганна Фридриха Вюртембергского и Барбары Софии Бранденбургской. В 1628 году его отец умер, и опекуном несовершеннолетнего Эберхарда был назначен дядя Людвиг Фридрих.
Молодость Эберхарда прошла при тяжелых условиях; Тридцатилетняя война разорила Вюртемберг. Едва Эберхард вступил в управление страной, как ему пришлось бежать в Страсбург после битвы при Нердлингене (1634). Вюртемберг был наводнен императорскими войсками. Вернувшись в Вюртемберг и получив по Вестфальскому миру (1648) утраченные земли, Эберхард занялся приведением в порядок государственного управления, церковных и финансовых дел. Сейм энергично поддерживал его миролюбивые стремления.

## Потомки
После смерти первой супруги Анны Катарины Сальм-Кирбургской 7 июня 1655 года Эберхард женился 20 июля 1656 года на графине Марии Доротее Софии Эттингенской. В первом браке родилось 14, а во втором — 11 детей. Эберхард умер от удара и был похоронен в монастырской церкви в Штутгарте.
В браке с Анной Сальм-Кирбургской родились:
- Иоганн Вюртемберг-Виннентальский (род. 1637)
- Людвиг Вюртемберг-Штутгартский (род. 1638)
- Кристиан Вюртемберг-Штутгартский (род. 1639)
- Эберхард Вюртемберг-Штутгартский (род. 1640)
- София Луиза Вюртембергская (1642—1702), замужем за маркграфом Кристианом Эрнстом Бранденбург-Байрейтским
- Доротея Вюртемберг-Штутгартский (род. 1643)
- Кристина Фридерика Вюртемберг-Штутгартская (род. 1644), замужем за князем Альбрехтом Эрнстом I Эттинген-Эттингенским (1642—1683)
- Кристина Шарлотта Вюртембергская (род. 1645), замужем за князем Георгом Кристианом Ост-Фрисландским
- Вильгельм Людвиг Вюртембергский (1647—1677)
- Анна Вюртемберг-Штутгартская (род. 1648)
- Карл Вюртемберг-Штутгартский (род. 1649/50)
- Эбергардина Вюртемберг-Виннентальская (род. 1651), замужем за князем Альбрехтом Эрнстом I Эттинген-Эттингенским (1642—1683)
- Фридрих Карл Вюртемберг-Виннентальский (род. 1652)
- Карл Вюртемберг-Виннентальский (род. 1654)

Во втором браке с Марией Доротеей Софией Эттингенской родились:
- Георг Фридрих (1657—1685), погиб
- сын (1659—1659)
- Альбрехт Кристиан (1660—1663)
- Людвиг (1661—1698)
- Иоахим Эрнст (1662—1663)
- Филипп Зигмунд (1663—1669)
- Карл Фердинанд (1667—1668)
- Иоганн Фридрих (1669—1693)
- София Шарлотта (1671—1717), замужем за герцогом Иоганном Георгом II Саксен-Эйзенахским
- Эберхард (1672—1672)
- Эмануэль Эберхард (1674—1675)